# タル (タル・ファーロウのアルバム)
『タル』（Tal）は、アメリカ合衆国のジャズ・ギタリスト、タル・ファーロウが1956年に録音・発表したスタジオ・アルバム。

## 背景
当初はノーグラン・レコード（ヴァーヴ・レコードのサブ・レーベル）からカタログ番号「MGN-1102」で発売される予定だったが、最終的にはヴァーヴからカタログ番号「MGV-8021」で発売された。本作はファーロウ、エディ・コスタ、ヴィニー・バークのトリオ編成で録音され、1956年5月31日には、全く同じラインナップでアルバム『ザ・スウィンギング・ギター・オブ・タル・ファーロウ』が録音された。

## 評価
Michael G. Nastosはオールミュージックにおいて5点満点中4.5点を付け「彼の蜘蛛の如き指は、他の奏者には真似のできない手法でギターを弾きこなし、この身体能力を生かしたアプローチこそが、ファーロウと他のギタリストの差である」「輝かしい演奏と思慮深さによって、今なお不朽の名作であり続けており、メインストリーム・ジャズの熱心な愛好家のコレクションには定番となっている」と評している。2022年には、uDiscoverMusicの企画「ベスト・ジャズ・ギター・アルバムス：必聴盤75」において39位となった。

## 収録曲
1. ロマンティックじゃない? - "Isn't It Romantic?" (Richard Rodgers, Lorenz Hart) - 10:15
2. ゼア・イズ・ノー・グレイター・ラヴ - "There Is No Greater Love" (Isham Jones, Marty Symes) - 4:00
3. ハウ・アバウト・ユー - "How About You?" (Burton Lane, Ralph Freed) - 6:06
4. エニシング・ゴーズ - "Anything Goes" (Cole Porter) - 5:12
5. イエスタデイズ - "Yesterdays" (Jerome Kern, Otto Harbach) - 5:56
6. 恋の味を御存知ないのね - "You Don't Know What Love Is" (Gene de Paul, Don Raye) - 4:24
7. チャックルズ - "Chuckles" (Clark Terry) - 5:00
8. ブロードウェイ - "Broadway" (Billy Bird, Teddy McRae, Henri Woode) - 6:19

### 参加ミュージシャン
- タル・ファーロウ - ギター
- エディ・コスタ - ピアノ
- ヴィニー・バーク - ダブル・ベース